# 頬骨

頬骨の形状を様々な方向から見た動画。頬骨を赤で、それ以外の骨を半透明にして示してある。

頬骨（きょうこつ、ラテン語: os zygomaticum、英語: zygomatic bone、cheekbone、malar bone）は、頭蓋骨の頬骨弓の構成要素である骨。頬を持つ脊椎動物がこれをそなえる。

## 概要
頬骨はこれを具える動物（ヒトを含む）の顔面の左右に位置しており、上顎骨頬骨突起上において眼窩、頬骨弓の前半をなす。頬骨は外側面、眼窩面、側頭面の3面と側頭突起、前頭突起の2突起によって構成されている。側頭突起は頬骨弓の一部（前半）を構成し、前頭突起は眼窩の外側縁を構成している。
頬骨は体表に近く、起始する筋肉も比較的少ない（#筋肉）。そのため頬骨は体表から触診できる。また頬骨および頬骨起始筋は正面顔の輪郭へ大きな影響を与える。
頬骨には、頬骨顔面神経を通すための孔である頬骨顔面孔（きょうこつがんめんこう）が空いている。

## 部位

### 前頭突起
頬骨の前頭突起（、英: frontal process）は上方の突起である。
前頭突起は上方へ伸び、前頭骨の頬骨突起と連結する。前頭突起は眼窩縁をなす部分とそこから後内側方向にアーチを描く薄いシート部があり、シート部は眼窩の外側壁および側頭窩（、英: temporal fossa）の前壁をなす。

## 筋肉
頬骨に起始・停止する筋肉には以下が挙げられる：
- 起始
  - 小頬骨筋（顔面筋）
  - 大頬骨筋（顔面筋）
  - 咬筋